# Matilde Hidalgo
Matilde Hidalgo, född 1889, död 1974, var en ecuadoriansk läkare och feminist. Hon betraktas som en förgrundsfigur för kvinnorörelsen i Ecuador. År 1924 blev hon den första kvinna som röstade i Ecuador, och hennes precedensfall öppnade för reformen som gav kvinnor rösträtt i Ecuador 1929.  
Hon blev 1913 den första kvinna som tog examen i Ecuador, och blev 1921 den första kvinna som fick studera på universitetet och sedan den första kvinna som blev doktor i medicin, ett precedensfall som öppnade universitetsutbildning för kvinnor i Ecuador. 
Hidalgo gjorde en formell begäran och använde som argument texten i 1897 års konstitution, som inte innehöll könsbegränsningar för att åtnjuta medborgarrätt. Hennes begäran lämnades till statsrådet, 43 som slutligen höll med henne och tillät henne att rösta i valet den 10 maj 1924, 44 vilket gjorde henne till den första kvinnan i Latinamerika som kunde rösta i ett nationellt val. 
Efter det prejudikat som Matilde Hidalgo skapade angående kvinnlig rösträtt började flera kvinnor från kustregionen delta i valprocesser. I kantonvalet i december 1924 valdes en kvinna till ersättare för Guayaquil. Den offentliga debatt som ägde rum som ett resultat av fallet Matilde Hidalgo ledde till att församlingen 1928, även den med en liberal majoritet, garanterade kvinnors rösträtt, utan att allt tvivel uteslöts. Artikel 13 i 1929 års konstitution fastställde att varje ecuadoriansk "man och kvinna, över 21 år och som kan läsa och skriva" är medborgare med rösträtt. 
1933 valdes Matilde Hidalgo och förlossningsläkaren Bertha Valverde till rådmän, efter en ihållande kamp av Alianza Femenina Ecuatoriana, ledd av Nela Martínez och Luz Bueno. 